# Parcewo (gromada)
Parcewo (od 31 XII 1959 Hołody) – dawna gromada, czyli najmniejsza jednostka podziału terytorialnego Polskiej Rzeczypospolitej Ludowej w latach 1954–1972.
Gromady, z gromadzkimi radami narodowymi (GRN) jako organami władzy najniższego stopnia na wsi, funkcjonowały od reformy reorganizującej administrację wiejską przeprowadzonej jesienią 1954 do momentu ich zniesienia z dniem 1 stycznia 1973, tym samym wypierając organizację gminną w latach 1954–1972.
Gromadę Parcewo z siedzibą GRN w Parcewie utworzono – jako jedną z 8759 gromad – w powiecie bielskim w woj. białostockim, na mocy uchwały nr 12/V WRN w Białymstoku z dnia 4 października 1954. W skład jednostki weszły obszary dotychczasowych gromad Parcewo i Hołody ze zniesionej gminy Widowo, obszary dotychczasowych gromad Wólka i Spiczki ze zniesionej gminy Orla oraz obszar dotychczasowej gromady Lewki ze zniesionej gminy Dobromil w tymże powiecie. Dla gromady ustalono 16 członków gromadzkiej rady narodowej.
31 grudnia 1959 z gromady Parcewo wyłączono wieś Lewki i kolonię Lewki, włączaje je do znoszonej gromady Mokre; do gromady Parcewo przyłączono natomiast wieś Ogrodniki i kolonię Użyki z gromady Pasynki oraz wsie Szczyty-Dzięciołowo, Szczyty-Nowodwory i Krzywa oraz kolonie Nowodwory, Karolina i Dzięciołowo z gromady Orla. Po zmianach tych gromadę Parcewo zniesiono przez przeniesienie siedziby GRN z Parcewa do Hołod i przemianowanie na gromada Hołody.